# Богуславська тканина
Богусла́вська ткани́на — один з традиційних видів української народної декоративної тканини, що виник у місті Богуслав на Київщині в кінці 19 століття. 
Основа богуславської тканини — чергування гладких кольорових і візерункових смуг човникового перебору. Широко використовується в родинному й громадському побуті для виготовлення портьєр, ламбрекенів, диванних подушок, настінних килимків та інше. 
Богуславська тканина вироблялася в артілі «Перемога» міста Богуслава (художники Іван Нечипоренко та Георгій Анджієвський) і в місті Кролевець на Сумщині.